# Pichilemu
Pichilemu is een gemeente in de Chileense provincie Cardenal Caro in de regio Libertador General Bernardo O'Higgins. Pichilemu telde 16.394 inwoners in 2017 en heeft een oppervlakte van 749 km².
- Biblioteca Nacional de Chile: 000051584
- Library of Congress Control Number: n92080630
- Nationale Bibliotheek van Israël: 987007530947805171
- Virtual International Authority File: 129149829